# 空のオカリナ
「空のオカリナ」（そらのオカリナ）は、岩男潤子の2枚目のシングル。
1996年2月21日にポニーキャニオンから発売された。
作詞・作曲：谷山浩子、編曲：斎藤ネコ。
NHKの音楽番組『みんなのうた』で、1996年2月 - 3月に放送された。

## 概要
前作「シャッターチャンスの連続」から11か月ぶりのシングルで、ソロデビュー以後、岩男に長く楽曲提供を行う谷山浩子が作詞・作曲陣に迎えられた曲である。
岩男潤子にとっては初めての『みんなのうた』出演である。
『みんなのうた』の放送で使用されたアニメーションの映像は、小堤一明が制作を手掛けた。
作詞・作曲した谷山も「空のオカリナ」「ハーブガーデン」を1996年発売の自身のアルバム『しまうま』にてセルフカバーしている。

## 収録曲
1. 空のオカリナ
2. ハーブガーデン
3. 空のオカリナ（オリジナル・カラオケ）
4. ハーブガーデン（オリジナル・カラオケ）